# Metrodoro de Lâmpsaco
Metrodoro de Lâmpsaco (em grego:  Μητρόδωρος Λαμψακηνός; século V a.C.) foi um filósofo pré-socrático da cidade grega de Lâmpsaco, na costa Leste do Helesponto.
Foi contemporâneo e amigo de Anaxágoras. Escreveu e comentou sobre Homero, sendo que a característica principal do seu sistema de interpretação foi o de que as divindades e as histórias em Homero deveriam ser vistas como modos alegóricos de representação de poderes físicos (da natureza) e de fenómenos.
É mencionado no diálogo de Platão, Íon. Morreu em 464 a.C.